# Mastara
Mastara là một đô thị thuộc tỉnh Aragatsotn, Armenia. Dân số ước tính năm 2011 là 2322 người.